# Taça Europeia Feminina de Hóquei em Patins de 2019–20
A Taça Europeia Feminina de Hóquei em Patins 2019–20 foi a 14ª edição da Taça Europeia Feminina de Hóquei em Patins. Devido à Pandemia de COVID-19 a World Skate Europe decidiu anular a prova, quando esta já estava em curso (faltava realizar a final-four), fazendo com que não fosse atribuído vencedor.

## Formato
Novo formato onde participaram 8 equipas, divididas por 2 grupos de 4 equipas cada. As duas equipas mais bem classificadas de cada grupo apurar-se-iam para a final-four.

## Equipas
8 equipas de 3 federações participaram nesta edição
| Portugal   | Espanha                                         | França                                   |
| ---------- | ----------------------------------------------- | ---------------------------------------- |
| SL Benfica | CP Voltregà Palau Plegamans CP Manlleu HC Gijon | US Coutras SA Merignac CS Noisy Le Grand |

## Fase de Grupos

### Grupo A
| Pos | Equipe     | Pts | J | V | E | D | GP | GC | SG  |  | MAN | BEN  | VOL  | NOI  |
| --- | ---------- | --- | - | - | - | - | -- | -- | --- |  | --- | ---- | ---- | ---- |
| 1   | CP Manlleu | 16  | 6 | 5 | 1 | 0 | 36 | 7  | +29 |  | —   | 4–1  | 5–3  | 15–0 |
| 2   | Benfica    | 10  | 6 | 3 | 1 | 2 | 45 | 12 | +33 |  | 3–4 | —    | 5–1  | 17–0 |
| 3   | Voltregà   | 8   | 6 | 2 | 2 | 2 | 34 | 12 | +22 |  | 0–0 | 2–2  | —    | 15–0 |
| 4   | CS Noisy   | 0   | 6 | 0 | 0 | 6 | 1  | 85 | −84 |  | 0–8 | 1–17 | 0–13 | —    |

### Grupo B
| Pos | Equipe            | Pts | J | V | E | D | GP | GC | SG  |  | GIJ  | PAL | COU | MER |
| --- | ----------------- | --- | - | - | - | - | -- | -- | --- |  | ---- | --- | --- | --- |
| 1   | Gijón HC          | 15  | 6 | 5 | 0 | 1 | 46 | 19 | +27 |  | —    | 4–0 | 9–3 | 9–1 |
| 2   | Palau i Plegamans | 15  | 6 | 5 | 0 | 1 | 31 | 8  | +23 |  | 5–1  | —   | 5–1 | 8–0 |
| 3   | US Coutras        | 6   | 6 | 2 | 0 | 4 | 20 | 32 | −12 |  | 7–9  | 1–4 | —   | 4–2 |
| 4   | Mérignac          | 0   | 6 | 0 | 0 | 6 | 10 | 48 | −38 |  | 3–14 | 1–9 | 3–4 | —   |

## Final four
Cancelada devido à Pandemia de COVID-19 fazendo com que não existisse vencedor nesta edição.

## Ligações Externas
- CERH website

### Internacional
- CERH
- Ligações ao Hóquei em todo o Mundo
- HóqueiPatins.pt - Todos os resultados de Hóquei em Patins(em Português)
- Inforoller-Actualidade Mundial do Hóquei Patinado (em Francês)
- Solo Hockey-Actualidade Mundial do Hóquei Patinado (em Castelhano)